# Lex Lang
Lex Lang (Hollywood, 12 de novembro de 1965) é um ator e diretor de voz norte-americano que forneceu vozes e atuou como diretor de diversas animações e videogames. Ele é mais conhecido por dar voz ao Doutor Neo Cortex na franquia Crash Bandicoot, Suguru Geto em Jujutsu Kaisen, Ecliptor em Power Rangers in Space e Goemon Ishikawa em Lupin III.

## Vida pessoal
Lang nasceu em Hollywood, Califórnia, e começou a se apresentar aos 7 anos de idade, apresentando um programa de rádio e sendo o mestre de cerimônias do Concurso Nacional de Comédia de Seagram.
Enquanto frequentava a faculdade, ele fez stand-up comedy e imitações para vários clubes. Ele se apresentaria junto com Jim Carrey, Richard Belzer e David Spade. Mais tarde, ele retornaria para Hollywood, Califórnia, para estudar música no Musician's Institute antes de seguir carreira de dublador em 1996.

## Carreira
Lex Lang foi duas vezes premiado pelo Daytime Entertainment Emmy Awards, ele participou de centenas de produções que vão desde animação original, anime, videogames, correspondência de vozes de celebridades e trailers de filmes. Ele é conhecido por dar voz ao Doutor Neo Cortex na série Crash Bandicoot, substituindo Clancy Brown. Ele também é conhecido por seu trabalho de voz em animes, interpretando papéis como Sagara Sanosuke de Rurouni Kenshin e Goemon Ishikawa XIII na franquia Lupin III.
Lang trabalhou como diretor de voz para clientes como Cartoon Network, EWAM, Sony, Bang Zoom!, Technicolor, PCB Productions, Microsoft, Xbox 360, Code Masters, HBO e Warner Brothers.

## Filmografia

### Anime
| Ano                  | Series                                           | Papel                                                                 | Notas                                                          | Ref.                |
| -------------------- | ------------------------------------------------ | --------------------------------------------------------------------- | -------------------------------------------------------------- | ------------------- |
| 1997                 | Street Fighter II V                              | Det. Tsung, Interpol Aide, Additional voices                          | As Alex Lang                                                   | [ 9 ]               |
| 1997                 | Tokyo Revelation                                 | Vozes adicionais                                                      | OVA                                                            | [ 9 ]               |
| 1997                 | El-Hazard: The Wanderers                         | Student Councilman, Village Elder, Palace Guard                       | Animaze/Pioneer dub                                            | [ 9 ]               |
| 1997                 | Armageddon                                       | Delta Boy                                                             | Animaze dub, as Alexis Lang                                    | [ 9 ]               |
| 1998                 | Battle Athletes                                  | Vozes adicionais                                                      | OVA                                                            | [ 9 ]               |
| 1998                 | El-Hazard: The Magnificent World 2               | Vozes adicionais                                                      | OVA                                                            | [ 9 ]               |
| 1998                 | Fushigi Yûgi                                     | Vozes adicionais                                                      |                                                                | [ 9 ]               |
| 1998                 | Giant Robo                                       | Vozes adicionais                                                      | OVA                                                            | [ 9 ]               |
| 1999                 | Battle Athletes Victory                          | Sergei Garenstein, Operator                                           |                                                                | [ 9 ]               |
| 1999–2006            | Digimon                                          | Cyberdramon, WarGreymon, Omnimon, Rapidmon, others                    |                                                                |                     |
| 1999                 | The Cockpit                                      | Captain A                                                             | OVA, as Walter Lang                                            | [ 9 ]               |
| 1999                 | Magic Knight Rayearth                            | High Priest Zagato, Mayor, Rayearth, Big Ugly Monster, Windam         | Also ADR script writer (Ep. 12), music producer As Alexis Lang | [ 9 ]               |
| 1999                 | Mobile Suit Gundam 0083: Stardust Memory         | Allen                                                                 | OVA                                                            | [ 9 ]               |
| 1999                 | Ninja Cadets                                     | Hayashi, Matsuzaka                                                    | OVA                                                            | [ 9 ]               |
| 1999                 | Jungle de Ikou!                                  | Evil Ongo, Takuma's dad                                               | OVA                                                            | [ 9 ]               |
| 1999                 | Rurouni Kenshin                                  | Hiko Seijuro                                                          | OVA series, Sony dub                                           | [ 10 ]              |
| 1999                 | Wild 7                                           | Dispatcher                                                            | OVA                                                            | [ 9 ]               |
| 2000                 | Flint the Time Detective                         | Dino Fisherman                                                        |                                                                | [ 9 ]               |
| 2000                 | Magic Knight Rayearth 2                          | Windam, Lantis, Rayearth, Zagato, Satoru Shidou                       |                                                                | [ 9 ]               |
| 2000                 | Trigun                                           | Terrorist, Newscaster                                                 |                                                                | [ 9 ]               |
| 2000–2002            | Rurouni Kenshin                                  | Sagara Sanosuke, Iwanbo, others                                       | TV series, Media Blasters dub                                  | [ 9 ]               |
| 2001                 | Arc the Lad                                      | Jack                                                                  |                                                                | [ 9 ]               |
| 2001–2002            | Transformers: Robots in Disguise                 | Tow Line                                                              |                                                                |                     |
| 2001                 | Apocalypse Zero                                  | Kakugo Hagakure, Zero                                                 | OVA                                                            | [ 9 ]               |
| 2001                 | Hand Maid May                                    | Kintaro Yamazaki                                                      |                                                                | [ 9 ]               |
| 2001                 | Mezzo Forte                                      | Bodyguard                                                             | OVA                                                            | [ 9 ]               |
| 2001                 | Mobile Suit Gundam: The 08th MS Team             | Ginias Sahalin                                                        | OVA                                                            | [ 9 ]               |
| 2001                 | Nightwalker                                      | Cain, Shunichi, Asami's Lover                                         |                                                                | [ 9 ]               |
| 2001                 | Saint Tail                                       | Hayase, Henchman                                                      |                                                                | [ 9 ]               |
| 2001                 | Transformers: Robots in Disguise                 | Tow-Line                                                              |                                                                | [ 9 ]               |
| 2001                 | Vampire Princess Miyu                            | Ryosuke, others                                                       | TV series, Tokyopop                                            | [ 9 ]               |
| 2002                 | Babel II: Beyond Infinity                        | Lodem, Babel I, Balan, Dennis                                         |                                                                | [ 9 ]               |
| 2002                 | Cosmo Warrior Zero                               | Axelater, Phase Braker, Dr. Aminner, Doctor, Master, Dr. Machine      |                                                                | [ 9 ]               |
| 2002                 | éX-Driver                                        | Student, Todo Thug A, Cain Tokioka, others                            | OVA Also ADR director and ADR writer                           | [ 9 ]               |
| 2002                 | Tsukikage Ran                                    | Vozes adicionais                                                      |                                                                | [ 9 ]               |
| 2002                 | Ys                                               | Dark Fact                                                             | OVA                                                            | [ 11 ]              |
| 2002                 | Argentosoma                                      | Frank, various characters                                             |                                                                | [ 9 ]               |
| 2003                 | Ai Yori Aoshi                                    | Suzuki, Boy 2, TV Announcer, Akiko's Father, Takashi, Student, others |                                                                | [ 9 ]               |
| 2003                 | .hack//SIGN                                      | Crim                                                                  |                                                                | [ 9 ]               |
| 2003                 | Blue Dragon                                      | Blue Dragon, Dark Dragon                                              |                                                                |                     |
| 2003                 | Daigunder                                        | Tri-Horn                                                              |                                                                | [ 9 ]               |
| 2003                 | Figure 17                                        | D.D.                                                                  |                                                                | [ 9 ]               |
| 2003                 | Gun Frontier                                     | Stage Coach Guard, Guard, Man B, Heidelnoir                           |                                                                | [ 9 ]               |
| 2003                 | Heat Guy J                                       | Shun Aurora, Giobanni Gallo, others                                   |                                                                | [ 9 ]               |
| 2003                 | Idol Project                                     | BaliHawaii Presenter, Manager, Alien                                  | OVA Also ADR director Ep. 3-4                                  | [ 9 ]               |
| 2003                 | Immortal Grand Prix                              | Metoo                                                                 | Microseries                                                    | [ 9 ]               |
| 2003                 | Initial D series                                 | Ryosuke "Ry" Takahashi                                                | Tokyopop dub                                                   | [ 12 ]              |
| 2003                 | Kikaider                                         | Patrol Car Officer, Carmine Spider                                    |                                                                | [ 9 ]               |
| 2003                 | Last Exile                                       | Claimh-Solais Soldier, others                                         |                                                                | [ 9 ]               |
| 2003                 | Lupin the Third Part II                          | Goemon Ishikawa XIII, Kosuke Kidani                                   | TV series                                                      | [ 9 ]               |
| 2003                 | Mirage of Blaze                                  | Shuhei Chiaki, Danjyo Kousaka, Attendant                              | Also ADR director, writer                                      | [ 9 ]               |
| 2003                 | s-CRY-ed                                         | Kunihiko Kimishima                                                    |                                                                | [ 9 ]               |
| 2003                 | Wild Arms                                        | King Kianu                                                            |                                                                | [ 9 ]               |
| 2003                 | Witch Hunter Robin                               | Juzo Narumi, Thug, Shunji Nagira                                      |                                                                | [ 9 ]               |
| 2003                 | Ys II: Castle in the Heavens                     | Jira, Dark Fact                                                       | OVA                                                            | [ 13 ]              |
| 2003–2004            | Mahoromatic                                      | Slash, Gang Member, Commander Hayato Daimon                           | Also OVAs and specials                                         | [ 9 ]               |
| 2003–2004            | The Twelve Kingdoms                              | Shoryu, others                                                        | Also ADR director, ADR writer (Ep. 1-40)                       | [ 9 ]               |
| 2004                 | Burn-Up Scramble                                 | ATM Thief, Imaginary Boyfriend, Arcade Thug                           |                                                                | [ 9 ]               |
| 2004                 | Gad Guard                                        | Haneke, various characters                                            |                                                                | [ 9 ]               |
| 2004                 | Ghost in the Shell: Stand Alone Complex          | Officer, Commander, others                                            |                                                                | [ 9 ]               |
| 2004                 | Gungrave                                         | Bunji Kugashira, "Mad Dog" Ladd Carabel                               |                                                                | [ 9 ]               |
| 2004                 | Here is Greenwood                                | Furusawa                                                              | OVA, Media Blasters dub                                        | [ 9 ]               |
| 2004                 | Space Pirate Captain Herlock                     | Captain Harlock                                                       | OVA                                                            | [ 9 ]               |
| 2004                 | Stellvia                                         | Ritsou Soujin, others                                                 |                                                                | [ 9 ]               |
| 2004                 | Submarine 707R                                   | Jack Vance Captain, Chairman Jonathan, PKN Chairman, other            | OVA                                                            | [ 9 ]               |
| 2004                 | Wolf's Rain                                      | Soldier                                                               |                                                                | [ 9 ]               |
| 2004                 | éX-Driver: Nina & Rei Danger Zone                | Additional voices                                                     | OVA Also voice director, ADR writer                            | [ 9 ]               |
| 2005–2009            | Naruto                                           | Teuchi, Tsubasa, Hayate Gekko, Jigumo Fuma, others                    |                                                                | [ 14 ]              |
| 2005                 | Aquarian Age: The Movie                          | Ray Alucard                                                           |                                                                | [ 9 ]               |
| 2005                 | Fafner in the Azure                              | Kenji Kondo, various characters                                       |                                                                | [ 9 ]               |
| 2005                 | Immortal Grand Prix                              | Dew                                                                   | TV series                                                      | [ 9 ]               |
| 2005                 | Mars Daybreak                                    | Kuberness, Regardie, EF Soldier                                       |                                                                | [ 9 ]               |
| 2005                 | New Getter Robo                                  | Ryoma Nagare                                                          |                                                                | [ 9 ]               |
| 2005                 | Otogi Zoshi                                      | Mansairaku                                                            |                                                                | [ 9 ]               |
| 2005                 | Planetes                                         | Sia's father                                                          |                                                                | [ 9 ]               |
| 2005                 | Saiyuki Reload                                   | Genjyo Sanzo                                                          |                                                                | [ 9 ]               |
| 2005                 | Samurai Champloo                                 | Musashi "Johnny" Miyamoto, Xavier the Third, others                   |                                                                | [ 9 ]               |
| 2005                 | Scrapped Princess                                | Socom, Galil, others                                                  |                                                                | [ 9 ]               |
| 2005                 | Tenjho Tenge                                     | Ishimatsu, others                                                     |                                                                | [ 9 ]               |
| 2006–2014            | Bleach                                           | Marechiyo Ōmaeda, Runuganga                                           |                                                                | [ 14 ]              |
| 2006 de abril de 25  | Kannazuki no Miko                                | Kazuki Ōgami                                                          |                                                                | [ 15 ]              |
| 2006                 | Fate/stay night                                  | Issei Ryudo                                                           |                                                                | [ 9 ]               |
| 2006                 | Karas                                            | Announcer, Monster, Shako                                             |                                                                | [ 9 ]               |
| 2006                 | Saiyuki Reload Gunlock                           | Genjo Sanzo                                                           |                                                                | [ 9 ]               |
| 2007                 | Tales of Phantasia                               | Lundgrom                                                              | OVA                                                            | [ 9 ]               |
| 2008–2009            | Blue Dragon                                      | Blue Dragon                                                           |                                                                |                     |
| 2008                 | Lucky Star                                       | Meito Anizawa, TV Host, others                                        |                                                                | [ 9 ]               |
| 2009–2015            | Naruto Shippuden                                 | Teuchi, Kitane, Hayate Gekko, others                                  |                                                                |                     |
| 2015                 | Lupin the Third Part IV: The Italian Adventure   | Goemon Ishikawa XIII                                                  | TV series                                                      | [carece de fontes?] |
| 2015–2016            | Durarara!!×2                                     | Egor, Shu Aozaki                                                      |                                                                | [ 14 ] [ 16 ]       |
| 2015                 | Yuki Yuna is a Hero                              |                                                                       | ADR Director                                                   | [ 17 ]              |
| 2015–2016            | Aldnoah.Zero                                     | Cruhteo                                                               | Also ADR director                                              | [ 18 ]              |
| 2015                 | Fate/stay night: Unlimited Blade Works           | Soichiro Kuzuki                                                       | TV series                                                      | [ 19 ]              |
| 2016–presente        | One-Punch Man                                    | Flashy Flash, various                                                 |                                                                | [ 20 ] [ 21 ]       |
| 2017                 | Dragon Ball Super                                | Goku, Goku Black                                                      | Toonami Asia                                                   | [ 22 ]              |
| 2018                 | Lupin the Third Part V                           | Goemon Ishikawa XIII                                                  | TV series                                                      | [carece de fontes?] |
| 2018 de agosto de 19 | JoJo's Bizarre Adventure: Diamond is Unbreakable | Anjuro Katagiri                                                       |                                                                | .                   |
| 2020 de abril de 23  | Ghost in the Shell: SAC 2045                     | Vendor Man                                                            |                                                                | [ 13 ]              |
| 2020–presente        | Jujutsu Kaisen                                   | Suguru Geto                                                           |                                                                |                     |
| 2022–presente        | Bleach: Thousand-Year Blood War                  | Marechiyo Omaeda                                                      |                                                                |                     |

| Ano                        | Series                                    | Papel                                                                 | Notas                                                                | Ref.          |
| -------------------------- | ----------------------------------------- | --------------------------------------------------------------------- | -------------------------------------------------------------------- | ------------- |
| 2002                       | ChalkZone                                 | Ronnie Lox                                                            | Episode: "Purple Haze/No PlaceLike Home/Disaster Park/I Need a Song" |               |
| 2004 de janeiro de 17      | All Grown Up!                             | Talk Show Host, Page                                                  | Episode: "Brother, Can You Spare the Time?"                          | [ 13 ]        |
| 2004 de julho de 31–06     | Justice League Unlimited                  | Atomic Skull, Captain Cold, Heat Wave                                 | 8 episodes                                                           | [ 13 ]        |
| 2006 de março de 17–07     | Avatar: The Last Airbender                | Fire Lord Sozin (young), additional voices                            | 3 episodes                                                           |               |
| 2006 de novembro de 10–08  | Legion of Super Heroes                    | R. J. Brande, Grimbor the Chainsman, Announcer                        | 3 episodes                                                           | [ 13 ]        |
| 2007 de fevereiro de 17–08 | The Batman                                | Metallo, Basil Karlo/Clayface, Hamilton Hill                          | 4 episodes                                                           | [ 13 ]        |
| 2007 de setembro de 3–15   | Curious George                            | Hundley, Doorman                                                      | Main role                                                            | [ 13 ]        |
| 2009                       | Batgirl: Year One                         | Batman                                                                | Motion comic                                                         | [ 23 ]        |
| 2009 de janeiro de 23–10   | Batman: The Brave and the Bold            | Doctor Polaris, Hourman, Gold, Hydrogen, Alloy, Batman / Dick Grayson | 5 episodes                                                           | [ 13 ] [ 14 ] |
| 2012 de abril de 1         | The Avengers: Earth's Mightiest Heroes    | Doctor Doom                                                           | 2 episodes                                                           | [ 13 ] [ 14 ] |
| 2013 de setembro de 16     | Regular Show                              | Barry, Police Officer                                                 | Episode: "Every Meat Burritos"                                       | [ 13 ] [ 14 ] |
| 2015                       | Ever After High                           | Lance Charming                                                        |                                                                      | [ 14 ]        |
| 2016 de fevereiro de 15    | Lego Star Wars: The Resistance Rises      | Poe Dameron                                                           | Episode: "Poe to the Rescue"                                         |               |
| 2016 de fevereiro de 28    | Miraculous: Tales of Ladybug and Cat Noir | Jagged Stone                                                          |                                                                      | [ 24 ]        |
| 2018 de outubro de 7–19    | Star Wars Resistance                      | Major Vonreg                                                          | 8 episodes                                                           | [ 25 ]        |
| 2018                       | South Park                                | Narrator (adult Kenny McCormick)                                      | Episode: "The Scoots"                                                |               |

### Filme
| Ano  | Título                                                                                               | Papel                                      | Ref.   |
| ---- | --- | ------------------------------------------ | ------ |
| 1996 | Black Jack                                                                                           | Vozes adicionais                           | [ 9 ]  |
| 1998 | Yu Yu Hakusho: the Movie                                                                             | Kazuma Kuwabara                            | [ 9 ]  |
| 1999 | Reborn from Hell: Samurai Armageddon                                                                 | Shosetu Yu                                 | [ 9 ]  |
| 2001 | Street Fighter Alpha                                                                                 | Guard                                      | [ 9 ]  |
| 2001 | Akira                                                                                                | Man on Vehicle's Radio 2                   | [ 9 ]  |
| 2001 | Reborn from Hell II: Jubei's Revenge                                                                 | Shosetu Yu                                 | [ 9 ]  |
| 2002 | Cowboy Bebop: The Movie                                                                              | Vozes adicionais                           | [ 9 ]  |
| 2002 | Mobile Suit Gundam: The 08th MS Team - Miller's Report                                               | Vozes adicionais                           | [ 9 ]  |
| 2004 | éX-Driver The Movie                                                                                  | Caine Tokioka, Fitz, David, Police Officer | [ 9 ]  |
| 2004 | Mobile Suit Gundam F91                                                                               | Bardo                                      | [ 9 ]  |
| 2004 | Alive                                                                                                | Tenshu Yashiro                             | [ 9 ]  |
| 2007 | The Three Robbers                                                                                    | Felix                                      |        |
| 2008 | Justice League: The New Frontier                                                                     | Rick Flag                                  |        |
| 2011 | Legend of the Millennium Dragon                                                                      | Vozes adicionais                           | [ 9 ]  |
| 2013 | Justice League: The Flashpoint Paradox                                                               | Captain Atom, Funeral Presider             |        |
| 2015 | The Last: Naruto the Movie                                                                           | Hayate Gekko                               | [ 13 ] |
| 2024 | Digimon Adventure: Our War Game!                                                                     | WarGreymon, Omnimon                        | [ 26 ] |
| 2024 | Digimon Adventure 02: Digimon Hurricane Touchdown!! / Transcendent Evolution! The Golden Digimentals | Rapidmon                                   | [ 27 ] |

| Ano  | Series                                             | Papel                         | Ref.                |
| ---- | -------------------------------------------------- | ----------------------------- | ------------------- |
| 1997 | Turbo: A Power Rangers Movie                       | Lerigot, Rygog                |                     |
| 1998 | Six-String Samurai                                 | Death                         |                     |
| 2000 | Digimon: The Movie                                 | WarGreymon, Omnimon, Rapidmon |                     |
| 2003 | Lupin the Third: The Mystery of Mamo               | Goemon Ishikawa XIII          | [carece de fontes?] |
| 2015 | Maze Runner: The Scorch Trials                     | Vozes adicionais              |                     |
| 2015 | Hotel Transylvania 2                               | Vozes adicionais              | [ 28 ]              |
| 2015 | The Laws of the Universe Part 0                    | Vozes adicionais              |                     |
| 2017 | The Star                                           | Hunter                        |                     |
| 2018 | Lupin the Third: Legend of the Gold of Babylon     | Goemon Ishikawa XIII          | [carece de fontes?] |
| 2019 | Goemon's Blood Spray                               | Goemon Ishikawa XIII          | [carece de fontes?] |
| 2019 | Lupin the Third: Blood Seal of the Eternal Mermaid | Goemon Ishikawa XIII          | [carece de fontes?] |
| 2020 | Lupin the Third: Goodbye Partner                   | Goemon Ishikawa XIII          | [carece de fontes?] |
| 2020 | Lupin III: The First                               | Goemon Ishikawa XIII          |                     |
| 2022 | Jujutsu Kaisen 0                                   | Suguru Geto                   | [ 29 ]              |

### Jogos eletrônicos
| Ano                     | Series                                            | Papel | Ref.          |
| ----------------------- | ------------------------------------------------- | --- | ------------- |
| 1997 de setembro de 30  | Bushido Blade                                     | Hongou |               |
| 2000 de junho de 21     | Star Trek: Klingon Academy                        | Civil War First Officer, Hopogh Captain, Federation Commander 4                                                      |               |
| 2001 de fevereiro de 21 | Fear Effect 2: Retro Helix                        | Jacob "Deke" DeCourt                                                                                                 |               |
| 2002 de fevereiro de 24 | Digimon Rumble Arena                              | WarGreymon, Omnimon                                                                                                  | [ 13 ]        |
| 2003 de maio de 7       | Mutation                                          | Moonstone, Crim | [ 13 ]        |
| 2003 de setembro de 3   | Outbreak                                          | Moonstone, Crim | [ 13 ]        |
| 2003 de outubro de 15   | Star Wars Rogue Squadron III: Rebel Strike        | Han Solo, additional voices                                                                                          | [ 13 ]        |
| 2003 de outubro de 28   | Final Fantasy XI                                  | Additional Voices |               |
| 2004 de janeiro de 13   | .hack//Quarantine                                 | Moonstone, Crim | [ 13 ]        |
| 2004 de agosto de 30    | Crash Twinsanity                                  | Dr. Neo Cortex | [ 13 ]        |
| 2004 de novembro de 8   | EverQuest                                         | Vozes adicionais |               |
| 2004 de novembro de 23  | World of Warcraft                                 | Vozes adicionais |               |
| 2005 de maio de 10      | Haunting Ground                                   | Debilitas |               |
| 2005 de outubro de 31   | Star Wars: Battlefront II                         | Han Solo, additional voices                                                                                          | [ 13 ]        |
| 2005 de novembro de 8   | The Matrix: Path of Neo                           | Police, Security, Civilian                                                                                           |               |
| 2005 de novembro de 19  | Crash Tag Team Racing                             | Dr. Neo Cortex | [ 13 ]        |
| 2006 de fevereiro de 16 | Star Wars: Empire at War                          | Scout Trooper | [ 13 ]        |
| 2006 de abril de 11     | Samurai Champloo: Sidetracked                     | Worso Tsurumaki |               |
| 2006 de junho de 26     | Naruto series                                     | Hayate Gekko, Gamabunta, Shikaku Nara, Kidomaru, Teuchi                                                              |               |
| 2006 de agosto de 15    | Dirge of Cerberus: Final Fantasy VII              | Incidental characters                                                                                                | [ 30 ]        |
| 2006 de agosto de 29    | Xenosaga Episode III: Also sprach Zarathustra     | Luis Virgil | [ 13 ]        |
| 2007 de fevereiro de 19 | Ghost Rider                                       | Blackout |               |
| 2007 de fevereiro de 19 | Monster Kingdom: Jewel Summoner                   | Grey |               |
| 2007 de agosto de 28    | Blue Dragon                                       | Young Nene | [ 13 ]        |
| 2007 de outubro de 4    | Crash of the Titans                               | Dr. Neo Cortex | [ 13 ]        |
| 2007 de novembro de 16  | Mass Effect                                       | Ambassador Din Korlack, Yaroslev Tartakovsky, Colonist, Refugee, Salarian Doorman, Salarian Patron, Salarian Soldier |               |
| 2008 de outubro de 7    | Crash: Mind over Mutant                           | Dr. Neo Cortex |               |
| 2008 de outubro de 14   | Golden Axe: Beast Rider                           | Vozes adicionais | [ 31 ]        |
| 2009 de outubro de 13   | Brütal Legend                                     | Glitter Fists, Warfathers                                                                                            |               |
| 2009 de novembro de 3   | Dragon Age: Origins                               | Vozes adicionais |               |
| 2009 de novembro de 17  | Resident Evil: The Darkside Chronicles            | Marvin Brannagh | [ 13 ]        |
| 2010 de janeiro de 26   | Mass Effect 2                                     | Keystone, Elite Krogan Enemies, Stocks Volus, Urdnot Warrior, Used Ship Salesman                                     |               |
| 2010 de outubro de 26   | Star Wars: The Force Unleashed II                 | Stormtrooper | [ 13 ]        |
| 2011 de junho de 14     | Transformers: Dark of the Moon                    | Autobot Soldiers, Decepticon Soldiers                                                                                |               |
| 2012 de março de 6      | Mass Effect 3                                     | Ambassador Din Korlack                                                                                               |               |
| 2012 de abril de 3      | Kinect Star Wars                                  | Magna Guard, Stormtrooper                                                                                            | [ 13 ]        |
| 2013 de janeiro de 22   | The Cave                                          | The Zen Master, King, Speakerbox                                                                                     |               |
| 2013 de junho de 4      | Marvel Heroes                                     | Doctor Doom | [ 13 ]        |
| 2013 de outubro de 13   | Skylanders: Swap Force                            | Grim Creeper | [ 14 ] [ 32 ] |
| 2014 de fevereiro de 11 | Lightning Returns: Final Fantasy XIII             | Vozes adicionais | [ 33 ]        |
| 2014 de março de 11     | Titanfall                                         | Spyglass | [ 14 ]        |
| 2014 de outubro de 5    | Skylanders: Trap Team                             | Grim Creeper | [ 34 ]        |
| 2014 de novembro de 11  | Digimon All-Star Rumble                           | WarGreymon, Examon, Dorulumon, Omnimon                                                                               | [ 13 ]        |
| 2015 de junho de 23     | Batman: Arkham Knight                             | Officer Kevern, Officer Deaves, Officer Doyle                                                                        | [ 35 ]        |
| 2015 de setembro de 25  | Skylanders: SuperChargers                         | Grim Creeper | [ 36 ]        |
| 2015 de outubro de 23   | Guild Wars 2: Heart of Thorns                     | Pact Commander (Charr Male)                                                                                          |               |
| 2016 de outubro de 14   | Skylanders: Imaginators                           | Grim Creeper, Dr. Neo Cortex                                                                                         | [ 37 ]        |
| 2017 de junho de 30     | Crash Bandicoot N. Sane Trilogy                   | Dr. Neo Cortex | [ 38 ]        |
| 2018 de abril de 20     | God of War                                        | Vozes adicionais | [ 13 ]        |
| 2018 de outubro de 16   | Lego DC Super-Villains                            | Deathstorm, Mazahs, Heat Wave, Mantis                                                                                | [ 13 ]        |
| 2019 de fevereiro de 26 | The Lego Movie 2 Videogame                        | Vozes adicionais |               |
| 2019 de junho de 21     | Crash Team Racing Nitro-Fueled                    | Dr. Neo Cortex, Mega-Mix, Narrator, Dr. Neo Cortex (Baby), vozes adicionais                                          | [ 39 ]        |
| 2020 de outubro de 2    | Crash Bandicoot 4: It's About Time                | Dr. Neo Cortex |               |
| 2020 de novembro de 10  | Yakuza: Like a Dragon                             | Additional voices | [ 40 ]        |
| 2021 de março de 25     | Crash Bandicoot: On the Run!                      | Dr. Neo Cortex |               |
| 2023 de novembro de 9   | Like a Dragon Gaiden: The Man Who Erased His Name | Vozes adicionais | [ 41 ]        |
| 2024 de janeiro de 26   | Like a Dragon: Infinite Wealth                    | Vozes adicionais | [ 42 ]        |